# Rödeggad spröding
Rödeggad spröding (Psathyrella corrugis) är en svampart som först beskrevs av Christiaan Hendrik Persoon, och fick sitt nu gällande namn av Konrad & Maubl. 1949. Rödeggad spröding ingår i släktet Psathyrella och familjen Psathyrellaceae.  Arten är reproducerande i Sverige. Inga underarter finns listade i Catalogue of Life.